# Cyriopagopus schioedtei
Cyriopagopus schioedtei là một loài nhện trong họ Theraphosidae.
Loài này thuộc chi Cyriopagopus. Cyriopagopus schioedtei được Tord Tamerlan Teodor Thorell miêu tả năm 1891.